# Nikolaj Koppel
Nikolaj Koppel (Gentofte, 6 maart 1969) is een Deens journalist en presentator.

## Carrière
Koppel werd geboren uit operazangeres Lone Koppel en pianist John Winther. Hij studeerde aan Det Kongelige Danske Musikkonservatorium en werd in 1998, net als zijn vader, professioneel pianist. Hij toerde door Scandinavië, Duitsland, Australië en de Verenigde Staten. Na twee jaar activiteit zette hij zijn carrière echter stop, waarna hij muziekjournalist werd bij Danmarks Radio, de Deense openbare omroep. Sedert 2005 is hij ook muzikaal directeur van Tivoli.
In februari 2014 maakten DR en de EBU bekend dat Nikolaj Koppel, samen met Lise Rønne en Pilou Asbæk, het Eurovisiesongfestival 2014 zou mogen presenteren, dat in mei werd georganiseerd in de Deense hoofdstad Kopenhagen.